# Tarte à la banane

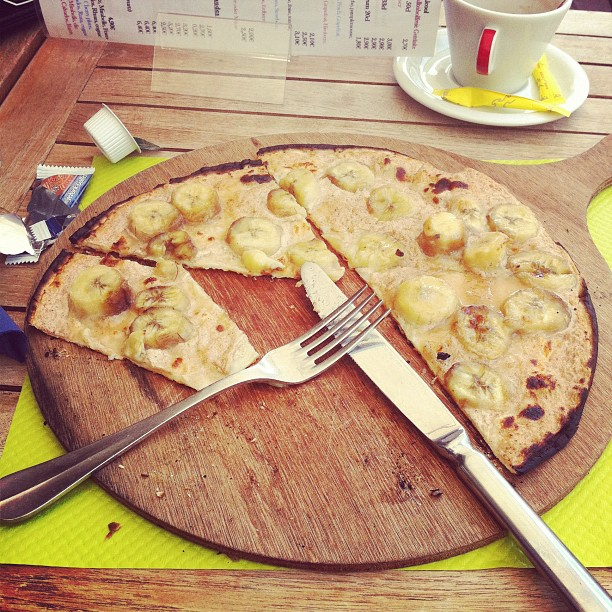
Tarte à la banane flambée au rhum.

Une tarte à la banane est une tarte sucrée à base de bananes découpées en rondelles et disposées sur une pâte brisée, feuilletée ou sablée. On peut y ajouter de la cannelle, du chocolat ou divers fruits (comme la pomme, la poire…).